# 有吉のバカだけど…ニュースはじめました
『有吉のバカだけど…ニュースはじめました』（ありよしのバカだけどニュースはじめました）とは、テレビ東京にて2013年4月2日から不定期で放送されているバラエティ特別番組である。有吉弘行の冠番組。

## 概要
ソコアゲ★ナイトの火曜枠にて、単発にてスタートしたニュースバラエティ番組で、『ニュースキャスターになってみたけど、やっぱバカだからわかんねぇや』と嘆く有吉と「ニュースをわかってカッコイイ事言いたい!」と思ってる、ニュース分かり隊（雛壇タレント）がニュース番組で解説している解説員から、時事ニュースを教えてもらう番組構成となっている。

解説員からの解説を受けて理解したら、押しボタンをおしてニュース分かりたいの面々がニュースを解説する。

過去2回は、ソコアゲ★ナイトにて放送したが、2014年からはプライムタイムに昇格した。

## 出演者

### MC
- 有吉弘行

キャスター
- 佐々木明子（テレビ東京アナウンサー）- 第4回、5回
- 水原恵理（テレビ東京アナウンサー）- 第1回 - 第3回

レギュラーコメンテーター
- バカリズム

進行
- 小島秀公（テレビ東京アナウンサー）- 第4回
- 増田和也（当時テレビ東京アナウンサー）- 第1回、3回
- 島田弘久（テレビ東京アナウンサー）- 第2回

### 解説員
- 勝谷誠彦（コラムニスト）－ 第1 - 5回
- 青山繁晴（独立総合研究所 社長）－ 第1、3 - 5回
- 馬渕治好（アナリスト）－ 第1回
- 山口正洋（ぐっちーさん）（投資銀行家）－ 第1 - 5回
- モーリー・ロバートソン（ジャーナリスト）- 第2回
- 中川淳一郎 － 第2回
- 大浜平太郎（テレビ東京報道局取材センター記者[2]) － 第1 - 4回
- 森永卓郎（経済アナリスト） － 第3 - 4回
- 荻原博子（経済ジャーナリスト） － 第4、5回
- 柳澤協二（元防衛官僚） － 第4回
- 田岡俊次（軍事評論家） － 第4回
- 横山光昭（ファイナンシャルプランナー）－ 第4回

ABN記者（VTR出演）
- 狩野英孝、酒井健太（アルコ&ピース）- 第3回

## 放送リスト
| 特別番組 | 特別番組                         | 特別番組 | 特別番組 | 特別番組   | 特別番組 |
| 回       | 放送日                           | テーマ | ニュースわかり隊                                                                                             | 特別ゲスト |          |
| -------- | -------------------------------- | --- | --- | ---------- | -------- |
| 1        | 2013年4月2日 （23:58 - 24:45）   | TPPって加入するとわたしたちの生活はどう変わるの？ アベノミクスってわたしたち庶民は儲かるの？                                                              | バカリズム、武田修宏、小峠英二（バイきんぐ）、小島瑠璃子                                                     |            |          |
| 2        | 2013年10月1日 （23:58 - 24:45）  | アベノミクスって上手くいっているの？ 東京オリンピックで私たちの生活はどうなるの？                                                                         | バカリズム、大堀恵、アルコ&ピース                                                                            |            |          |
| 3        | 2014年2月7日 （20:54 - 22:54）   | バカだけど老後難民にはなりたくない！いま知らなきゃ危ない老後のお金問題 バカだけど損したくない！2014年経済会議 日本の会社ってスゴイ…信じられない会社の伝説 | 六角精児、北斗晶、バカリズム、 小峠英二（バイきんぐ）、若林正恭（オードリー） 澤部佑（ハライチ）、小島瑠璃子 | 竹中平蔵   |          |
| 4        | 2014年10月10日 （20:54 - 22:48） | バカだけどダマされないぞ！集団的自衛権 死に場所がないのはイヤ！間違いだらけの老後準備                                                                     | 堀ちえみ、元木大介、バカリズム、 小峠英二（バイきんぐ）、ハリセンボン、菊地亜美                              |            |          |

## 主なスタッフ

### 第4回
※=第4回から加入
- 構成：大井洋一、相澤昇、川上テッペイ、大西右人
- 技術：野瀬一成（テレビ東京）
- 映像：入江俊之 ※
- カメラ：西村光平 ※
- 音声：永久保仁志 ※
- 照明：高柴圭一
- アートプロデューサー：薬王寺哲朗
- 美術デザイン：小野清菜
- 大道具：長島直 ※（東宝舞台）
- 小道具※：舘直樹 （テレフィット）
- 電飾：長谷川龍彦 ※ （テルミック）
- アクリル装飾：是安弘樹 ※（ナカムラ綜美）
- モニター※：西念幸彦（東京チューブ）
- メイク：山田かつら
- 編集：曽根隼一（麻布プラザ）
- MA：小田嶋広貴（麻布プラザ）
- 音響効果：樋口謙（メディアハウス）
- CG：小室泰樹（CORALRED）
- リサーチ：フォーミュレーション（フォー→※） 金丸純也
- 番宣：陰山ひとみ（テレビ東京）
- デスク：露木彩乃（テレビ東京）
- 技術協力：テクノマックス
- 照明・美術協力：テレビ東京アート
- ロケ技術：だだだ、山陽エイブイシー
- 写真提供：アフロ、ゲッティ、アマナイメージズ
- 協力：フォルコム、ローリング
- AD：植田郁子※、渡辺圭介
- AP：魚田英孝※、岩崎浩美※
- ディレクター：斉藤哲夫、田中晋也（田中→テレビ東京）（斉藤・田中→※）、清水宏幸・塚田一道（2人共フォルコム）、阿部裕・松野勇二（2人共ローリング）
- テレビ東京報道局：大信田雅二 ※
- 総合演出：乾雅人（フォルコム）
- プロデューサー：佐久間宣行・水野亮太（2人共テレビ東京）、渡辺良介（大映テレビ）
- チーフプロデューサー：関光晴（テレビ東京） ※
- 製作著作：テレビ東京

#### 過去のスタッフ
- 映像：三浦宏一
- カメラ：為末和寛
- 音声：五十嵐公彦
- 編集：伊藤聡彦
- MA：晴山恵輔
- AD：久岡佳織
- ディレクター：鈴木拓也（テレビ東京）、井上裕次（ローリング）
- テレビ東京報道局：加増良弘
- プロデューサー：工藤里紗（テレビ東京）、鈴木康正・近澤駿（2人共ローリング）